# Mariagerfjords kommun
Mariagerfjords kommun (danska: Mariagerfjord Kommune) är en dansk kommun i nordöstra Jylland i Region Nordjylland. Kommunen har 42 090 invånare (2015) och täcker en areal på 723,63 km². Huvudort är Hobro.
Mariagerfjords kommun bildades i och med kommunreformen 2007 och är en sammanläggning av Mariagers kommun (med undantag av Havndal valdistrikt), Ardens kommun, Hadsunds kommun och Hobro kommun samt Hvilsoms skoldistrikt i Ålestrups kommun och Hannerupgård ejerlav i Nøragers kommun.
Den nya kommunens förste borgmästare blev H.C. Maarup, socialdemokratisk ordförande för kommunens sammanslagningskommitté. Borgmästare sedan 2014 är Mogens Jespersen (Venstre).
| Kommunens största orter |               |          |
| Nr                      | Ort           | Invånare |
| Nr                      | Ort           | 2016     |
| 1                       | Hobro         | 11 864   |
| 2                       | Hadsund       | 4 869    |
| 3                       | Arden         | 2 542    |
| 4                       | Mariager      | 2 510    |
| 5                       | Assens        | 1 510    |
| 6                       | Valsgård      | 1 117    |
| 7                       | Als           | 930      |
| 8                       | Øster Hurup   | 704      |
| 9                       | Astrup        | 525      |
| 10                      | Sønder Onsild | 492      |